# Péter Veres (pisarz)
Péter Veres (ur. 6 stycznia 1897 w Balmazújváros, zm. 16 kwietnia 1970 w Budapeszcie) – węgierski pisarz, eseista, publicysta, polityk, minister budownictwa i obrony narodowej.

## Życiorys
Pochodził z ubogiej wiejskiej rodziny chłopskiej, jego rodzicami była służąca Julianna Veres i chłop Péter Posta. Chodził cztery lata do szkoły w Balmazújváros. Podejmował się rozmaitych zajęć, był m.in. robotnikiem rolnym, pasterzem, sezonowym wyrobnikiem, żniwiarzem, robotnikiem kolejowym. Wstąpił jako szesnastolatek do socjaldemokratycznej organizacji Związku Robotników Rolnych. Ożenił się w 1919 roku; miał pięcioro dzieci; jego synem był pisarz Péter Nádasdi. 
Należał do dyrektoriatu do spraw wsi w okresie Węgierskiej Republiki Rad; po upadku rewolucji w 1919 roku został uwięziony na ponad rok. Przebywał pod nadzorem policji oraz był wielokrotnie szykanowany. Od 1944 roku ukrywał się przed Niemcami i strzałokrzyżowcami. Po II wojnie światowej przeniósł się z rodzinnego miasta z rodziną do Békásmegyer; kontynuował działalność polityczną; został ministrem budownictwa w 1945 roku oraz był ministrem obrony narodowej w latach 1947–1948. Pełnił także funkcję przewodniczącego Narodowej Partii Chłopskiej w latach 1945–1949; powierzono mu kwestie reformy rolnej. Został odsunięty od polityki w 1948 roku i wrócił do pisarstwa w 1949 roku. Był przewodniczącym stowarzyszenia pisarzy węgierskich Magyar Írószövetség w latach 1954–1957. Został pochowany na Cmentarzu Kerepesi. 
W rodzinnym mieście wzniesiono mu pomnik, a jego dom rodzinny przekształcono w izbę pamięci. 

## Nagrody
- Nagroda Kossutha(inne języki) (1950, 1952)[3]

## Twórczość

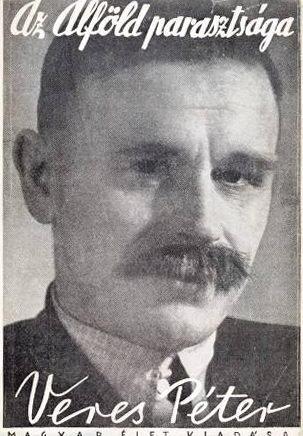
Okładka książki Az Alföld parasztsága z 1942 roku

Debiutował w czasopiśmie Partii Socjaldemokratycznej. W zakresie pisarstwa był samoukiem. Jego twórczość zalicza się do nurtu pisarstwa ludowego, w którym reprezentował tendencję ubogochłopską (zob. proza chłopska, radziecka proza chłopska). Był bardzo płodnym pisarzem i publicystą, pisał opowieści socjologiczne z wątkami autobiograficznymi w duchu realistycznym, dotyczące życia biednych chłopów na Węgrzech w XX wieku. Tworzył także eseje, studia i artykuły. Od 1939 roku jego twórczość cechowała się wpływami nacjonalistycznymi i rasistowskimi. Po II wojnie światowej w jego twórczości znalazła się tematyka dotycząca socjalizmu (utwór Próba) oraz wsi w obliczu transformacji. Uważał się za osobę o poglądach lewicowych, a swoje przemyślenia pisał w duchu marksizmu. 
Jego dzieła przetłumaczono na 17 języków.

### Wybrane utwory
- Az Alföld parsztsága (pol. Chłopstwo z Wielkiej Niziny, opowieść, 1936)[5]
- Számadás (pol. Rozrachunek, opowieść autobiograficzna[2], 1937)[5]
- Szocializmus, nacionalizmus (pol. Socjalizm, nacjonalizm, rozważania, 1939)[5]
- Gyepsor (pol. Kolonia nędzy, zbiór nowel[2], 1940)[5]
- Mit ér az ember, ha magyar (pol. Co wart jest człowiek, gdy jest Węgrem, rozważania, 1940)[5]
- Falusi krónika (pol. Kronika wiejska, opowieść, 1941)[5]
- Népiség és szocializmus (pol. Ludowość i socjalizm, rozważania, 1942)[5]
- A válság éveibȍl (pol. Z lat kryzysu, rozważania, 1944)[5]
- Próbatétel (pol. Próba, zbór nowel, 1950, wydane w Polsce w tomie: Opowiadania wiejskie (tłum. Ella Maria Sperlingowa i Elżbieta Kowalik, pol. wyd. 1952)[8])
- Wieczory na puszcie (węg. Pályamunkások, powieść[2], utwór wspomnieniowy, 1951, tłum. E.M. Sperlingowa, pol. wyd. 1953)[8]
- Almáskert (pol. Sad jabłoni, zbiór opowiadań, 1954)[5]
- trylogia Trzy pokolenia (węg. Három nemzedék, beletryzowana autobiografia, 1950–1957[5] (wyd. 1951–1961, później pod tytułem A Balogh csálas tȍrténete[6]); tłum. E.M. Sperlingowa, pol. wyd. t. 1 – Jarzmo[9] 1952[8])
- Chudy rok (węg. Szük esztendö[10], tłum. Leon Rogala, pol. wyd. 1951)[8]
- Miłość ubogich (węg. Szegények szerelme[11], tłum. E.M. Sperlingowa, pol. wyd. t. 1[11] 1954)[8]